# Takson politypowy
Takson politypowy – takson zawierający przynajmniej dwa taksony niższe od niego o jedną rangę (sklasyfikowane bezpośrednio pod nim), np. rząd szczeciowce Dipsacales obejmuje kilka rodzin: piżmaczkowate (Adoxaceae), szczeciowate (Dipsacaceae), kozłkowate (Valerianaceae). Każda z tych rodzin jest także taksonem politypowym, ponieważ w skład każdej wchodzi co najmniej kilka rodzajów roślin.
Szczególnym przypadkiem jest gatunek politypowy, czyli podzielony na podgatunki.
Przeciwieństwem taksonu politypowego jest takson monotypowy, czyli zawierający tylko jeden takson niższy rangą.